# 293 a. C.
El año 293 a. C. fue un año del calendario romano prejuliano. En el Imperio romano se conocía como el Año 461 Ab urbe condita.

## Acontecimientos
- Demetrio Poliorcetes conquista a Tebas.
- Los romanos derrotan definitivamente a los samnitas en la Batalla de Aquilonia.